# History Is Made at Night
History Is Made at Night is een Amerikaanse dramafilm uit 1937 onder regie van Frank Borzage. Destijds werd de film in Nederland uitgebracht onder de titel De geschiedenis begon ’s nachts.

## Verhaal
De rijke reder Bruce Vail wil scheiden van zijn vrouw Irene zonder voor haar te moeten betalen. Hij beraamt daarom een plan dat moet laten uitschijnen dat zij hem bedriegt met zijn chauffeur Michael Browsky. Het plan van Bruce wordt per ongeluk verijdeld door Paul Drummond. De zaken worden nog ingewikkelder, wanneer Paul en Irene verliefd worden en Bruce de moord op zijn chauffeur in de schoenen van Paul wil schuiven.

## Rolverdeling
| Acteur        | Personage       |
| ------------- | --------------- |
| Charles Boyer | Paul Dumond     |
| Jean Arthur   | Irene Vail      |
| Leo Carrillo  | Cesare          |
| Colin Clive   | Bruce Vail      |
| Ivan Lebedeff | Michael Browsky |
| George Meeker | Mijnheer Norton |
| Lucien Prival | Privédetective  |
| George Davis  | Maestro         |